# Zou Jingyuan
Zou Jingyuan (chiń. 邹敬园; ur. 3 stycznia 1998 r. w Yibin) – chiński gimnastyk, medalista olimpijski, trzykrotny mistrz świata, dwukrotny złoty medalista igrzysk azjatyckich, trzykrotny mistrz Azji.